# Camille Janssen

Camille Janssen omstreeks 1886

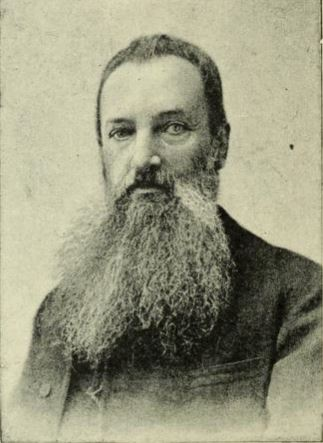
Camille Janssen omstreeks 1908

Camille Janssen (Luik, 5 december 1837 — Brussel, 18 april 1926) was de eerste gouverneur-generaal van de Onafhankelijke Congostaat.

## Levensloop

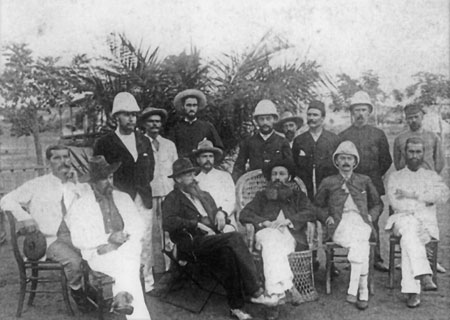
In de beginfase was slechts een handvol mensen verantwoordelijk voor het plaatselijk bestuur van de Congostaat. In het midden, in de rieten zetel, gouverneur-generaal Camille Janssen. Links van hem zit sir Francis de Winton, de administrateur-generaal die op 1 juli 1885 officieel de onafhankelijkheid van de nieuwe staat proclameerde. Foto genomen in Vivi in 1886.

Hij had in Luik rechten en politieke wetenschappen gestudeerd en was zijn carrière begonnen als substituut-procureur in Hasselt. Daarna was hij consul in Turkije (1872), Bulgarije (1879) en Canada (1882). Hij vervulde verschillende hoge functies in de Kongo-Vrijstaat, waaronder twee mandaten als gouverneur-generaal (1887-88 en 1889-91). Koning Leopold II van België had hem gekozen omwille van zijn onberispelijke reputatie, die de pseudo-humanitaire doelstellingen van het koloniaal project enige geloofwaardigheid moest geven. Eens Janssen had ingezien dat hij niet genoeg vermocht tegen de uitbuiting van de inlandse bevolking, had hij de integriteit om op 23 december 1902 ontslag te nemen uit al zijn functies.